# Andelat
Andelat est une commune française située dans le département du Cantal, en région Auvergne-Rhône-Alpes.
Ses habitants sont appelés les Andelatais.

## Géographie

### Localisation
Elle est située sur la Planèze de Saint-Flour, au nord-ouest de cette commune.

### Communes limitrophes
Les communes limitrophes sont  Coltines, Coren, Roffiac, Saint-Flour et Talizat.
| Coltines | Talizat |             |
|          | Andelat | Coren       |
| Roffiac  |         | Saint-Flour |

### Hydrographie
Elle est parcourue, au sud, par l'Ander, dont les eaux sont grossies de celles du Babory, près du hameau de Gaymond.

### Climat
Pour des articles plus généraux, voir Climat d'Auvergne-Rhône-Alpes et Climat du Cantal.
En 2010, le climat de la commune est de type climat des marges montargnardes, selon une étude du CNRS s'appuyant sur une série de données couvrant la période 1971-2000. En 2020, Météo-France publie une typologie des climats de la France métropolitaine dans laquelle la commune est exposée à un climat de montagne ou de marges de montagne et est dans une zone de transition entre les régions climatiques « Ouest et nord-ouest du Massif Central » et « Nord-est du Massif Central ».
Pour la période 1971-2000, la température annuelle moyenne est de 8,7 °C, avec une amplitude thermique annuelle de 15,4 °C. Le cumul annuel moyen de précipitations est de 766 mm, avec 9,5 jours de précipitations en janvier et 6,8 jours en juillet. Pour la période 1991-2020, la température moyenne annuelle observée sur la station météorologique de Météo-France la plus proche, sur la commune de Saint-Flour à 4 km à vol d'oiseau, est de 8,8 °C et le cumul annuel moyen de précipitations est de 800,3 mm,. Pour l'avenir, les paramètres climatiques de la commune estimés pour 2050 selon différents scénarios d'émission de gaz à effet de serre sont consultables sur un site dédié publié par Météo-France en novembre 2022.

## Urbanisme

### Typologie
Au 1er janvier 2024, Andelat est catégorisée commune rurale à habitat dispersé, selon la nouvelle grille communale de densité à 7 niveaux définie par l'Insee en 2022.
Elle est située hors unité urbaine. Par ailleurs la commune fait partie de l'aire d'attraction de Saint-Flour, dont elle est une commune de la couronne,. Cette aire, qui regroupe 36 communes, est catégorisée dans les aires de moins de 50 000 habitants,.

### Occupation des sols
L'occupation des sols de la commune, telle qu'elle ressort de la base de données européenne d’occupation biophysique des sols Corine Land Cover (CLC), est marquée par l'importance des territoires agricoles (94,4 % en 2018), en augmentation par rapport à 1990 (86 %). La répartition détaillée en 2018 est la suivante : prairies (51,1 %), zones agricoles hétérogènes (36,4 %), terres arables (6,8 %), forêts (4,6 %), zones industrielles ou commerciales et réseaux de communication (0,5 %), mines, décharges et chantiers (0,5 %). L'évolution de l’occupation des sols de la commune et de ses infrastructures peut être observée sur les différentes représentations cartographiques du territoire : la carte de Cassini (XVIIIe siècle), la carte d'état-major (1820-1866) et les cartes ou photos aériennes de l'IGN pour la période actuelle (1950 à aujourd'hui).

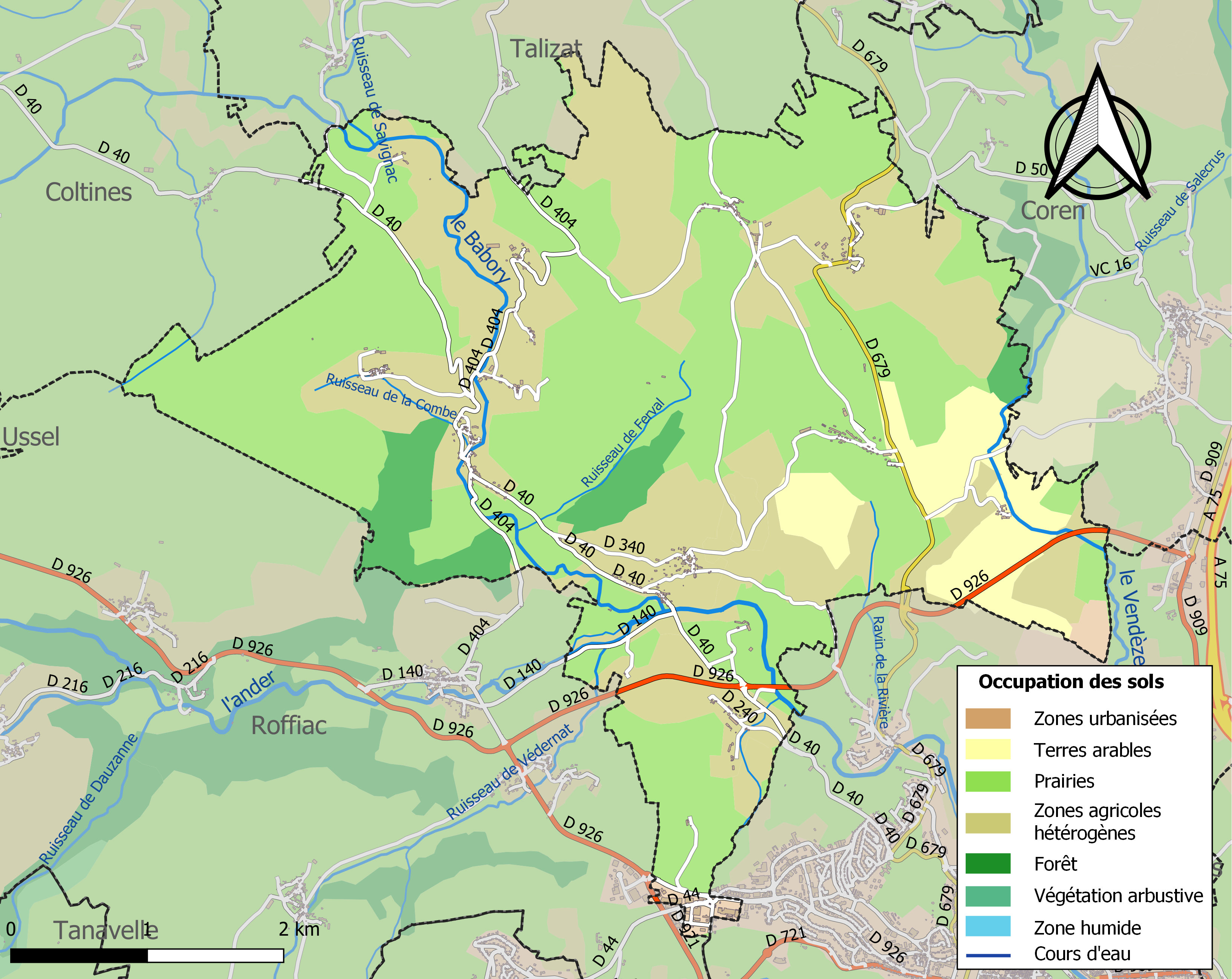
Carte des infrastructures et de l'occupation des sols de la commune en 2018 (CLC).

### Habitat et logement
En 2020, le nombre total de logements dans la commune était de 246, alors qu'il était de 240 en 2014 et de 225 en 2009.
Parmi ces logements, 81,2 % étaient des résidences principales, 14,7 % des résidences secondaires et 4,1 % des logements vacants. Ces logements étaient pour 88,9 % d'entre eux des maisons individuelles et pour 10,7 % des appartements.
Le tableau ci-dessous présente la typologie des logements à Andelat en 2020 en comparaison avec celle du Cantal et de la France entière. Une caractéristique marquante du parc de logements est ainsi une proportion de résidences secondaires et logements occasionnels (14,7 %) inférieure à celle du département (20,6 %) mais supérieure à celle de la France entière (9,7 %). Concernant le statut d'occupation des résidences principales, 80,8 % des habitants de la commune sont propriétaires de leur logement (78,6 % en 2014), contre 70,6 % pour le Cantal et 57,5 pour la France entière.
| Typologie                                               | Andelat | Cantal | France entière |
| ------------------------------------------------------- | ------- | ------ | -------------- |
| Résidences principales (en %)                           | 81,2    | 67,7   | 82,1           |
| Résidences secondaires et logements occasionnels (en %) | 14,7    | 20,6   | 9,7            |
| Logements vacants (en %)                                | 4,1     | 11,7   | 8,2            |

### Voies de communication et transports
La ligne ferroviaire de Béziers à Neussargues traverse la commune. La gare d'Andelat n'est plus en service.

## Toponymie
Le nom de la localité est attesté sous la forme Andelacum en 1303,, puis Andalac au XIVe siècle.
Adelac en occitan.
Ce toponyme dériverait d'un anthroponyme germanique Andela et du suffixe -acum. qui devient -at dans le nord du domaine d'oc et dans une zone d'oïl voisine.

## Histoire
Andelat avait été choisi par le roi Jean pour être, depuis 1360, le siège du bailliage des montagnes d'Auvergne. Il connaissait l'appel des juridictions particulières et ressortissait lui-même de la sénéchaussée de Riom. Les magistrats trouvant que ce village était vraiment indigne de leurs fonctions, rendirent le siège ambulant, en tenant les audiences tantôt dans une salle louée à Chaudes-Aigues, à Roffiac ou, tantôt au château royal à Bredon. Le siège a été transféré par François Ier en 1491 à Murat (Cantal), sans être réuni à son bailliage et en conservant son nom de bailliage d'Andelat.

## Politique et administration

### Découpage territorial
La commune d'Andelat est membre de l'intercommunalité Saint-Flour Communauté, un établissement public de coopération intercommunale (EPCI) à fiscalité propre créé le 1er janvier 2017 dont le siège est à Saint-Flour. Ce dernier est par ailleurs membre d'autres groupements intercommunaux.
Sur le plan administratif, elle est rattachée à l'arrondissement de Saint-Flour, à la circonscription administrative de l'État du Cantal et à la région Auvergne-Rhône-Alpes.
Sur le plan électoral, elle dépend du canton de Saint-Flour-1 pour l'élection des conseillers départementaux, depuis le redécoupage cantonal de 2014 entré en vigueur en 2015, et de la deuxième circonscription du Cantal  pour les élections législatives, depuis le dernier découpage électoral de 2010.

### Liste des maires
| Période                                  | Période                       | Identité     | Étiquette | Qualité                    |
| ---------------------------------------- | ----------------------------- | ------------ | --------- | -------------------------- |
| mars 2001                                | mars 2008                     | Marc Bellot  |           |                            |
| mars 2008                                | En cours (au 14 juillet 2020) | Daniel Miral | DVG       | Retraité Fonction publique |
| Les données manquantes sont à compléter. |                               |              |           |                            |

## Population et société

### Démographie

#### Évolution démographique
L'évolution du nombre d'habitants est connue à travers les recensements de la population effectués dans la commune depuis 1793. Pour les communes de moins de 10 000 habitants, une enquête de recensement portant sur toute la population est réalisée tous les cinq ans, les populations de référence des années intermédiaires étant quant à elles estimées par interpolation ou extrapolation. Pour la commune, le premier recensement exhaustif entrant dans le cadre du nouveau dispositif a été réalisé en 2004.

En 2022, la commune comptait 474 habitants, en évolution de +2,82 % par rapport à 2016 (Cantal : −1,08 %, France hors Mayotte : +2,11 %).
| 1793 | 1800 | 1806 | 1821 | 1831 | 1836 | 1841 | 1846 | 1851 |
| ---- | ---- | ---- | ---- | ---- | ---- | ---- | ---- | ---- |
| 687  | 681  | 715  | 679  | 692  | 716  | 641  | 660  | 597  |

| 1856 | 1861 | 1866 | 1872 | 1876 | 1881 | 1886 | 1891 | 1896 |
| ---- | ---- | ---- | ---- | ---- | ---- | ---- | ---- | ---- |
| 610  | 576  | 530  | 575  | 583  | 715  | 610  | 604  | 616  |

| 1901 | 1906 | 1911 | 1921 | 1926 | 1931 | 1936 | 1946 | 1954 |
| ---- | ---- | ---- | ---- | ---- | ---- | ---- | ---- | ---- |
| 612  | 558  | 510  | 481  | 460  | 426  | 436  | 411  | 369  |

| 1962 | 1968 | 1975 | 1982 | 1990 | 1999 | 2004 | 2006 | 2009 |
| ---- | ---- | ---- | ---- | ---- | ---- | ---- | ---- | ---- |
| 334  | 343  | 304  | 325  | 350  | 335  | 384  | 398  | 436  |

| 2014 | 2019 | 2022 | - | - | - | - | - | - |
| ---- | ---- | ---- | - | - | - | - | - | - |
| 462  | 472  | 474  | - | - | - | - | - | - |

#### Pyramide des âges
La population de la commune est plus jeune que celle du département. En 2020, le taux de personnes d'un âge inférieur à 30 ans s'élève à 32,3 %, soit un taux supérieur à la moyenne départementale (26,7 %). À l'inverse, le taux de personnes d'un âge supérieur à 60 ans (25,5 %) est inférieur au taux départemental (36,3 %).
En 2020, la commune comptait 241 hommes pour 233 femmes, soit un taux de 50,84 % d'hommes, supérieur au taux départemental (48,84 %).
Les pyramides des âges de la commune et du département s'établissent comme suit :
| Hommes | Classe d’âge | Femmes |
| ------ | ------------ | ------ |
| 0,9    | 90 ou +      | 0,4    |
| 6,7    | 75-89 ans    | 6,1    |
| 15,1   | 60-74 ans    | 21,8   |
| 22,1   | 45-59 ans    | 18,6   |
| 19,9   | 30-44 ans    | 24     |
| 13,7   | 15-29 ans    | 10,3   |
| 21,5   | 0-14 ans     | 18,8   |

| Hommes | Classe d’âge | Femmes |
| ------ | ------------ | ------ |
| 1,2    | 90 ou +      | 3,1    |
| 10,1   | 75-89 ans    | 13,5   |
| 22,9   | 60-74 ans    | 22,6   |
| 21,8   | 45-59 ans    | 20,5   |
| 16,1   | 30-44 ans    | 15,2   |
| 13,8   | 15-29 ans    | 11,9   |
| 14,2   | 0-14 ans     | 13,3   |

## Culture locale et patrimoine

### Lieux et monuments
- L'église Saint-Cirgues, classée aux monuments historiques en 1969[21],
- La cascade et le château du Sailhant,
- La croix de chemin, inscrite aux monuments historiques en 1971[22],
- les viaducs ferroviaires de La Combe et du Saillant.

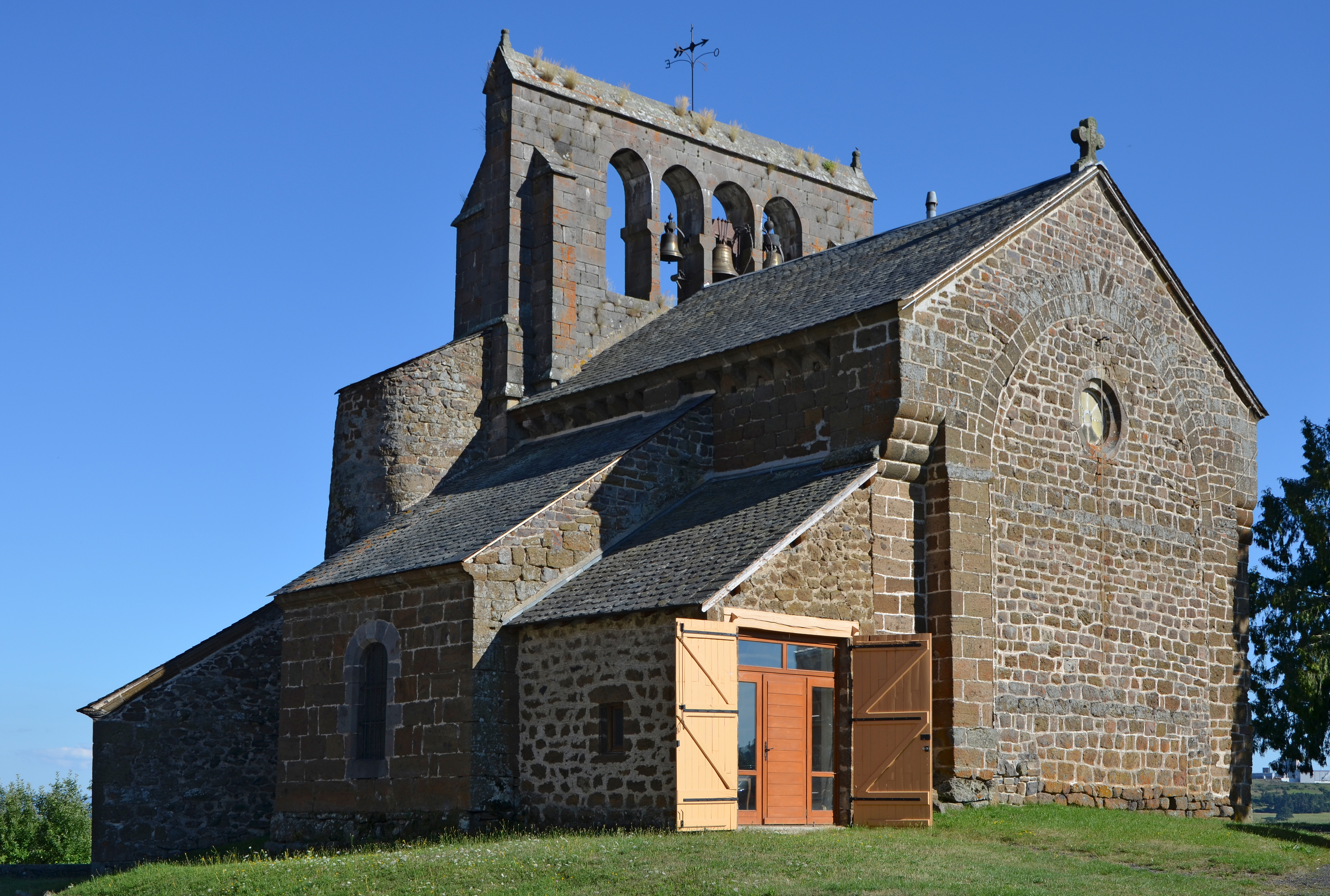
Église Saint-Cirgues.
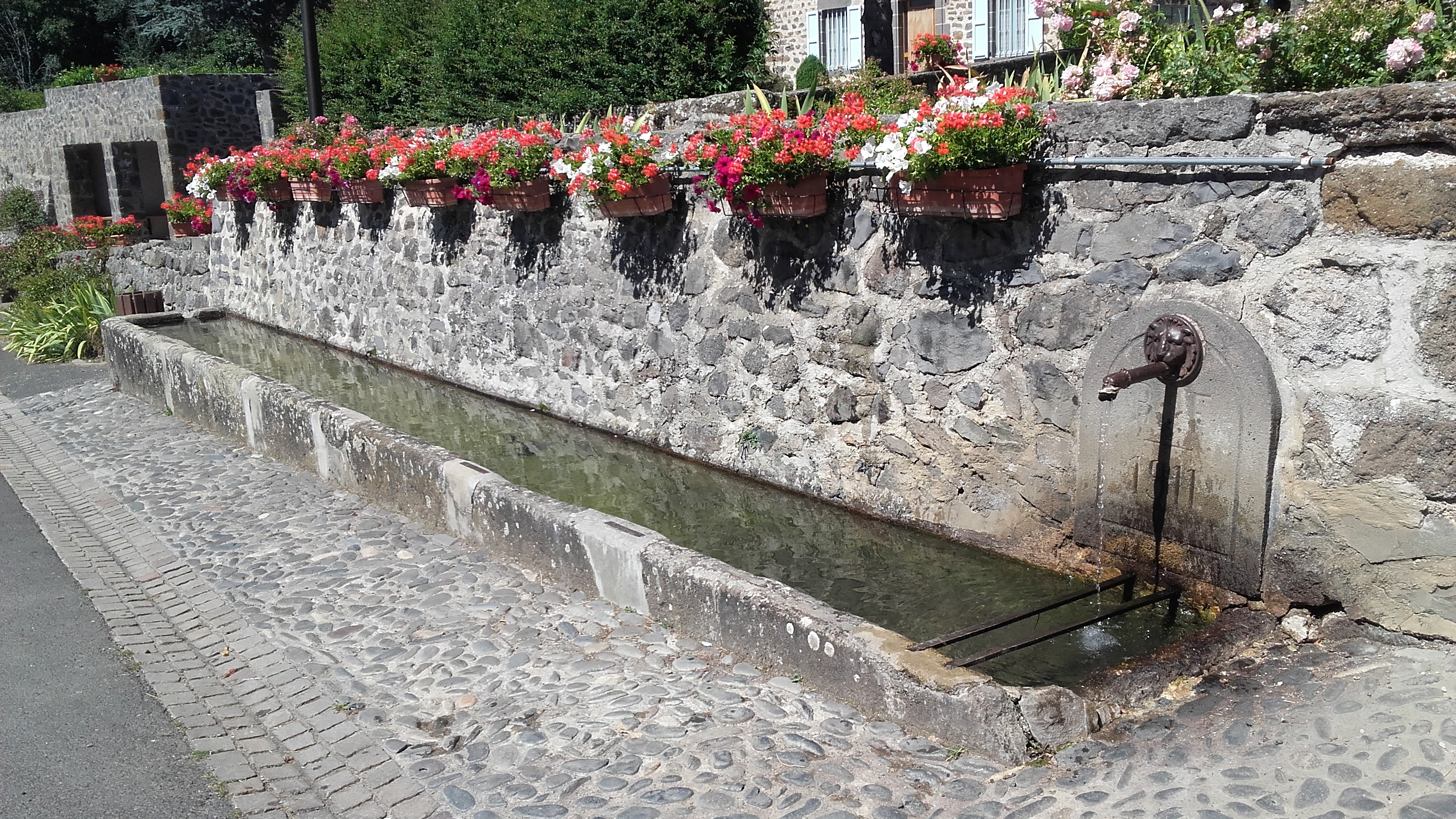
Fontaine d'Andelat (1911).
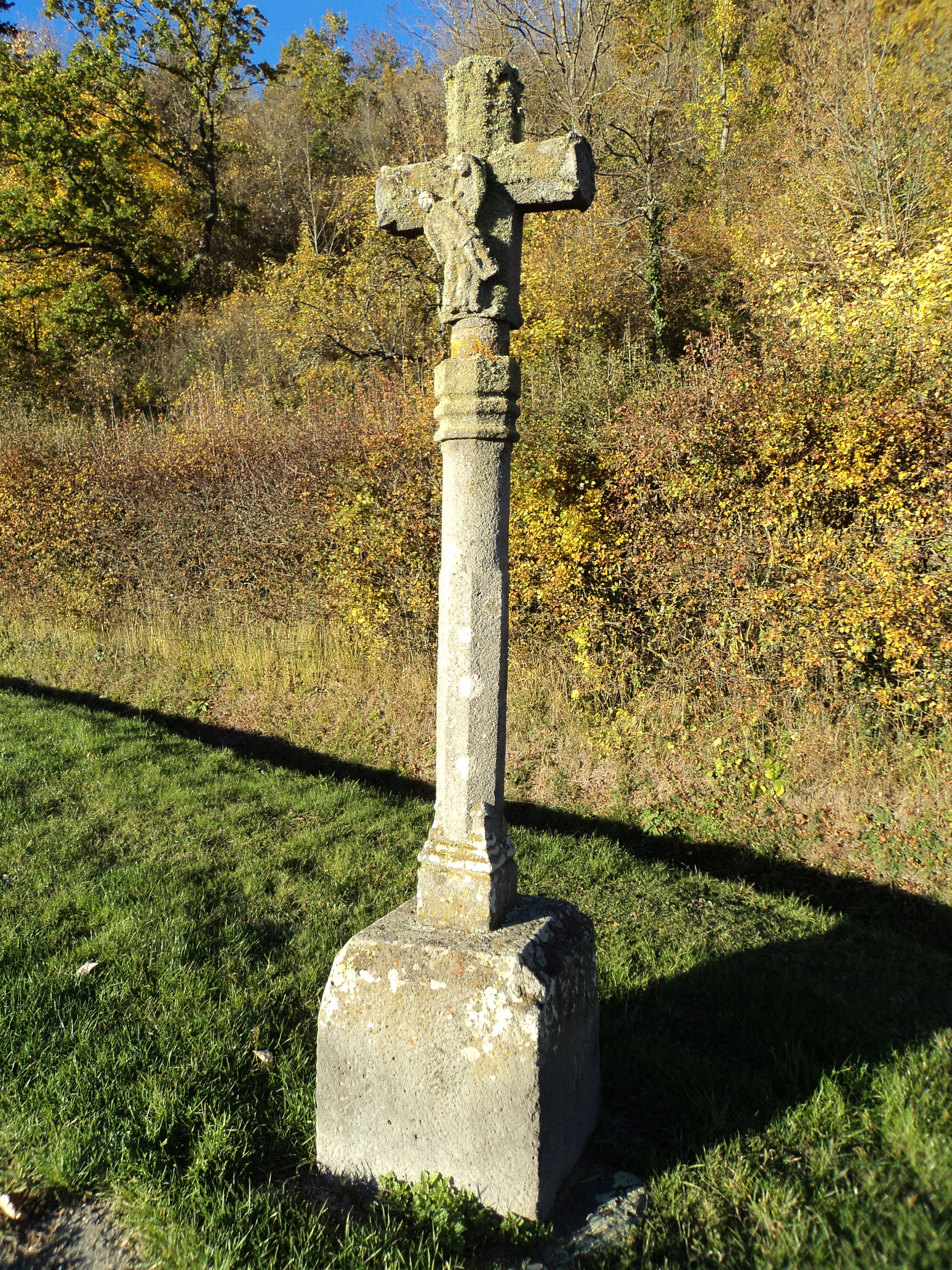
Croix de chemin.

- Les sommets de la commune :
  - Le Puy de Barre 1083 mètres
  - Le Puy de Pagros 1051 mètres

### Personnalités liées à la commune
- Hippolyte Mary-Raynaud (1844-1921), né à Andelat, député du Cantal
- Joseph Pell Lombardi